# 浄心寺 (文京区向丘)
浄心寺（じょうしんじ）は、東京都文京区にある浄土宗の寺院。

## 歴史
1616年（元和2年）、開基の畔柳助九郎の協力の下、還蓮社到誉文喬によって開山された。元々は湯島に位置していたが、1657年（明暦3年）の明暦の大火で焼失してしまったため、現在地に移転した。
戦後、白山にあった「正念寺」を吸収合併した。それに伴い、「白山上の子育桜観音」と呼ばれた十一面観音像も当寺で預かることになり、「江戸三十三観音札所10番」「上野王子駒込辺三十三ヶ所観音霊場17番」の札所も当寺に移った。

## 墓所
- 佐々倉桐太郎（幕府海軍・帝国海軍高官）
- 益田香遠（篆刻家）
- 橋田邦彦（医学者、教育者）
- 暁テル子（歌手、女優）
- 立川談志（落語家）

## 交通アクセス
- 東大前駅より徒歩7分。